# Cryptops heathi
Cryptops heathi är en mångfotingart som beskrevs av Chamberlin 1914. Cryptops heathi ingår i släktet Cryptops och familjen Cryptopidae. Inga underarter finns listade i Catalogue of Life.